# Slotsholmen
Slotsholmen là một hòn đảo nhỏ ở bến cảng của Copenhagen, Đan Mạch. Đảo có diện tích khoảng 21 ha và có 24 cư dân (thống kê ngày 1.1.2006).
Từ thời trung cổ tới nay Slotsholmen vẫn là trung tâm hành chính của Đan Mạch với lâu đài Christiansborg là trụ sở của Quốc hội, tòa nhà Thủ tướng phủ, tòa nhà trụ sở của Bộ tài chính (Kancellibygningen cũ) cùng với trụ sở Tòa án tối cao. Ngoài ra, trên đảo còn có Nhà giao dịch thị trường chứng khoán, Nhà bảo tàng vũ khí của Bộ Quốc phòng, Thư viện hoàng gia với tòa nhà "Kim cương đen" (450 phòng lớn, 800 cửa), tòa nhà Văn khố quốc gia, nhà thờ của lâu đài Christiansborg, nhà bảo tàng nghệ thuật Thorvaldsen, nhà bảo tàng kịch nghệ và nhà bảo tàng người Đan Mạch gốc Do Thái.
Ranh giới của đảo Slotsholmen là cảng trong của Cảng Copenhagen, kênh Slotsholmen và kênh Frederiksholm. Đảo Slotsholmen nối với đảo Zealand bằng các cầu "Bryghus", cầu hoàng tử 
(Prinsens Bro), cầu đá hoa cương (Marmorbroen), cầu "Storm", cầu Cao (Højbro), cầu "Holmen", cầu "Børs" và cầu "Christian IV", đồng thời nối với đảo Amager (Christianshavn) bằng cầu "Knippel".
Về hành chính, đảo trực thuộc thị xã Copenhagen và Vùng Zealand.